# 孙淑芝
孙淑芝（1914年—1968年），女，辽宁铁岭人，中华人民共和国教育工作者，曾任第二、三届全国政协委员。